# 1900년대
1900년대는 1900년부터 1909년까지를 가리킨다. 넓게 말하자면 1900년부터 1999년까지의 시기를 전반적으로 통틀어 말한다.

## 사건
- 1904년 - 러일 전쟁 발발.
- 1904년 - 일본, 조선에게 화폐정리사업을 강행함.
- 1905년 - 러시아, 피의 일요일 사건 발생.
- 1905년 - 조선, 을사조약 체결함.
- 1907년 - 조선, 헤이그 특사 사건이 발생함.
- 1909년 - 이토 히로부미, 안중근에게 피살됨.

## 같이 보기
- 잃어버린 세대